# .by
.by (Byelorussia) é o código TLD (ccTLD) na Internet para a Bielorrússia. A designação provém da antiga forma de pronunciar o nome, quando era integrante da União Soviética.